# Anaprof Clausura 2008
El Torneo ANAPROF Clausura 2008 comenzó desde el 25 de julio de 2008 y terminó el 30 de noviembre de 2008. Coronando campeón al Club Deportivo Árabe Unido en el tiempo extra, superando al Tauro FC, por lo tanto el CD Árabe Unido'" disputará la Concacaf Liga Campeones 2009-2010. Mientras que el CD Plaza Amador mantuvo la permanencia por segundo año consecutivo.

## Equipos del Clausura 2008
| Equipo                 | Ciudad           | Estadio                              | Capacidad |
| ---------------------- | ---------------- | ------------------------------------ | --------- |
| Alianza FC             | Ciudad de Panamá | Estadio Camping Resort               | 1.500     |
| Atlético Chiriquí      | David            | Estadio Glorias Deportivas Barüenses | ---       |
| Atlético Veranguense   | Santiago         | Estadio Virgilio Tejeira             | ---       |
| CD Árabe Unido         | Colón            | Estadio Armando Dely Valdés          | 4.500     |
| CD Plaza Amador        | Ciudad de Panamá | Estadio Rommel Fernández             | 45.000    |
| Chepo FC               | Chepo            | Mini Rommel                          | 800       |
| Chorrillo FC           | Ciudad de Panamá | Estadio Municipal de Balboa          | 2.000     |
| San Francisco FC       | La Chorrera      | Estadio Virgilio Tejeira             | ---       |
| Sporting San Miguelito | San Miguelito    | Estadio Bernardo Candela Gil         | 300       |
| Tauro FC               | Ciudad de Panamá | Campo de Deportes Giancarlo Gronchi  | 500       |

## Estadísticas del Clausura 2008
| Lugar | Equipo                 | Juegos | Ganados | Empates | Perdidos | Goles A favor | Goles en contra | +/- | Puntos |
| ----- | ---------------------- | ------ | ------- | ------- | -------- | ------------- | --------------- | --- | ------ |
| 1.    | CD Árabe Unido         | 18     | 11      | 4       | 3        | 39            | 17              | +22 | 37     |
| 2.    | Tauro FC               | 18     | 9       | 6       | 3        | 33            | 23              | +10 | 33     |
| 3.    | San Francisco FC       | 18     | 9       | 4       | 5        | 35            | 27              | +8  | 31     |
| 4.    | Chepo FC               | 18     | 8       | 5       | 5        | 32            | 19              | +14 | 29     |
| 5.    | Atlético Veragüense    | 18     | 7       | 6       | 5        | 25            | 21              | +4  | 27     |
| 6.    | Sporting San Miguelito | 18     | 5       | 8       | 5        | 26            | 24              | +2  | 23     |
| 7.    | Alianza FC             | 18     | 6       | 3       | 9        | 20            | 24              | -4  | 21     |
| 8.    | Atlético Chiriquí      | 18     | 5       | 4       | 9        | 19            | 42              | –23 | 19     |
| 9.    | Chorrillo FC           | 18     | 4       | 6       | 8        | 18            | 26              | -8  | 18     |
| 10.   | CD Plaza Amador        | 18     | 2       | 2       | 14       | 9             | 31              | –22 | 8      |

- (Los equipos en verde señalan los clasificados a semifinales.)

## Ronda Final
|  | Semifinales      | Semifinales      | Semifinales |          |                | Final          | Final | Final |  |
|  |                  |                  |             |          |                |                |       |       |  |
|  |                  |                  |             |          |                |                |       |       |  |
|  | CD Árabe Unido   | CD Árabe Unido   | 7           |          |                |                |       |       |  |
|  | CD Árabe Unido   | CD Árabe Unido   | 7           |          |                |                |       |       |  |
|  | Chepo FC         | Chepo FC         | 5           |          |                |                |       |       |  |
|  | Chepo FC         | Chepo FC         | 5           |          | CD Árabe Unido | CD Árabe Unido | 3     |       |  |
|  |                  |                  |             |          | CD Árabe Unido | CD Árabe Unido | 3     |       |  |
|  |                  |                  | Tauro FC    | Tauro FC | 2              |                |       |       |  |
|  | Tauro FC         | Tauro FC         | Tauro FC    | Tauro FC | 2              | 1              |       |       |  |
|  | Tauro FC         | Tauro FC         |             |          |                | 1              |       |       |  |
|  | San Francisco FC | San Francisco FC | 1           |          |                |                |       |       |  |
|  | San Francisco FC | San Francisco FC | 1           |          |                |                |       |       |  |
|  |                  |                  |             |          |                |                |       |       |  |

### Semifinales
| 16 de noviembre de 2008 | Chepo FC                                                        | 5-4 | CD Árabe Unido                                                                      | Estadio Bernardo Candela Gil, |  |
|                         | Luis Jaramillo 31' 68' 90' · Ismael Menal 77' · Armando Gun 89' |     | Omar Camargo 1' · Manuel Mosquera 23' · Nelson Barahona 33' · Orlando Rodríguez 46' |                               |  |

| 16 de noviembre de 2008 | San Francisco FC | 0-1 | Tauro FC         | Estadio Virgilio Tejeira, |  |
|                         |                  |     | Luis Escobar 22' |                           |  |

| 22 de noviembre de 2008 | CD Árabe Unido                                                           | 3-0 | Chepo FC | Estadio Armando Dely Valdés, |  |
|                         | Victor Rene Mendieta Jr. 8' · José Justavino 60' · Orlando Rodríguez 88' |     |          |                              |  |

| 23 de noviembre de 2008 | Tauro FC | 0-1 | San Francisco FC   | Campo de Deportes Giancarlo Gronchi, |  |
|                         |          |     | Alberto Zapata 61' |                                      |  |

Tauro avanza a la final, 4-2 en penaltis

### Final
| 30 de noviembre de 2008 | CD Árabe Unido                                            | 3-2 | Tauro FC                             | Estadio Virgilio Tejeira, |  |
|                         | Orlando Rodríguez 30' 66' · Victor René Mendieta Jr. 111' |     | Rolando Palma 5' · Edwin Aguilar 71' |                           |  |

| Campeón del Clausura 2008: |
| -------------------------- |
| CD Árabe Unido 9.º Título  |

## Goleadores por equipo
- Alianza FC:17

7-César Medina

4-Alberto Skinner

2-Jair Carrasquilla

2-Francisco Lopez

1-Edwin Oropeza

1-Javier Navas

1-Gilmar Torres

1-Jishack González

1-Jostick McCormack
- CD Árabe Unido:39

14-Orlando Rodríguez

10-Manuel Mosquera

3-Eduardo McTaggart

3-Victor Rene Mendieta

2-Amilcar Henriquez

1-Armando Copper

1-Richard Dixon

1-William Aguilar

1-Andrés Santamaria

1-Publio Rodríguez

1-Nelson Barahona
- Atlético Chiriquí:19

6-Eybir Bonaga

4-Anthony Valdés

3-Clive Trottman

3-Auriel Gallardo

1-Luis Mendoza

1-Gabriel Ávila

1-Mario Méndez
- Atlético Veragüense:25

7-John Mosquera

6-Jair Medina

5-Óscar Vargas

3-Catalino Smith

2-César Blackman

1-Marcos Aparicio

1-Rodman González

1-Jairo Pineda
- Chepo FC:31

11-Luis Jaramillo

6-Ismael Menal

4-Delano Welch

4-José Luis González

2-César Aguilar

1-Carlos Martínez

1-Carlos Rodríguez

1-Gerrardo Barrios

1-José Calderón
- Chorrillo FC:18

6-Johnny Ruiz

3-Julio Medina III

2-Bernardo Palma

1-Samuel Stewart

1-Alfredo Phillips

1-Roderick Brown

1-Gilberto Walter

1-Luis Morales

1-José Julio

1-Jaime Caby
- CD Plaza Amador:8

2-Engie Mitre

2-Julio Ruiz

2-Enrico Small

1-Luis de Leon

1-Felipe Borowski

1-Luis Palacios
- San Francisco FC:35

13-Alberto Zapata

4-Eduardo Jiménez

3-Ángel Lombardo

3-Temistocles Pérez

2-Manuel Torres

2-Juan Ramón Solis

2-Víctor Suárez

2-Alberto Blanco

2-Boris Alfaro

1-Pablo Romero

1-Marco Aparicio (AG)
- Sporting San Miguelito:26

4-Luis Mendoza

3-Miguel Vásquez

3-Esteban Jaen

3-Anthony Basil

3-Luis Ángel Rodríguez

2-Luis Ovalle

2-Multon Charles

2-Ricardo Phillips

1-Jairo Yao

1-Jair Medina

1-Chaimir Toloy

1-Alejandro Dawson
- Tauro FC:33

11-Brunet Hay

7-Edwin Aguilar

5-Luis Escobar

2-Gabriel Rios

2-Rolando Balckburn

2-Anel Canales

1-Gustavo Ávila

1-Josué Brown

## Máximos Goleadores
| Position | Player            | Scored for          | Goals |
| -------- | ----------------- | ------------------- | ----- |
| 1        | Orlando Rodríguez | CD Árabe Unido      | 18    |
| 2        | Alberto Zapata    | San Francisco FC    | 12    |
| 3.       | Brunett Hay Pino  | Tauro FC            | 11    |
| 4        | Manuel Mosquera   | CD Árabe Unido      | 10    |
|          | Luis Jaramillo    | Chepo FC            | 10    |
| 6        | Edwin aguilar     | Tauro FC            | 7     |
|          | Cesar Medina      | Alianza FC          | 7     |
|          | Jhon Mosquera     | Atlético Veragüense | 7     |
| 8        | Jair Medina       | Atlético Veragüense | 6     |
| 8        | Eybir Bonagas     | Atlético Chiriquí   | 6     |
|          | Ismael Menal      | Chepo FC            | 6     |
|          | Johny Ruiz        | Chorrillo FC        | 6     |

## Tabla General 2008
| Lugar | Equipo                 | Juegos | Ganados | Empates | Perdidos | Goles A favor | Goles en contra | +/- | Puntos |
| ----- | ---------------------- | ------ | ------- | ------- | -------- | ------------- | --------------- | --- | ------ |
| 1.    | CD Árabe Unido         | 30     | 17      | 6       | 7        | 54            | 28              | +26 | 57     |
| 2.    | Tauro FC               | 30     | 16      | 8       | 6        | 54            | 39              | +15 | 56     |
| 3.    | Chepo FC               | 30     | 13      | 10      | 7        | 48            | 28              | +20 | 49     |
| 4.    | San Francisco FC       | 30     | 13      | 10      | 7        | 52            | 42              | +10 | 49     |
| 5.    | Sporting San Miguelito | 30     | 11      | 10      | 6        | 42            | 36              | +6  | 43     |
| 6.    | Atlético Veragüense    | 30     | 8       | 11      | 11       | 34            | 48              | –14 | 33     |
| 7.    | Chorrillo FC           | 30     | 6       | 13      | 11       | 29            | 37              | -8  | 31     |
| 8.    | Atlético Chiriquí      | 30     | 8       | 7       | 15       | 29            | 62              | –33 | 31     |
| 9.    | Alianza FC             | 30     | 8       | 4       | 19       | 43            | 51              | –12 | 28     |
| 10.   | CD Plaza Amador        | 30     | 6       | 9       | 15       | 22            | 38              | –18 | 27     |

Rosado indica juego de repechaje

### Repechaje
| Equipo 1        | Agr. | Equipo 2     | Ida | Vuelta |
| --------------- | ---- | ------------ | --- | ------ |
| CD Plaza Amador | 3-2  | Río Abajo FC | 2-2 | 1-0    |

Plaza Amador permanece en ANAPROF

#### 1st Leg
| 21 de noviembre de 2008 | CD Plaza Amador        | 2-2 | Río Abajo FC                              | Estadio Bernardo Gil, |  |
|                         | Luis Olivardia 24' 37' |     | Héctor de la Cruz 8' · Aramis Haywood 83' |                       |  |

#### 2nd Leg
| 6 de diciembre de 2008 | Río Abajo FC | 0-1 | CD Plaza Amador    | Estadio Balboa, |  |
|                        |              |     | Néstor Murillo 56' |                 |  |

## Clásicos Nacionales
El Super Clásico Nacional - Tauro FC vs CD Plaza Amador
| 16 de octubre de 2008 | Tauro FC                                             | 3–2 | CD Plaza Amador    | Giancarlo Gronchi, |  |
|                       | Anel Canales 14' · Brunet Hay 27' · Gabriel Rios 90' |     | Julio Ruiz 34' 45' |                    |  |

| 31 de octubre de 2008 | CD Plaza Amador | 0–1 | Tauro FC          | Bernardo Gil, |  |
|                       |                 |     | Edwin Aguilar 75' |               |  |

Clásico del Pueblo - CD Plaza Amador vs Chorrillo FC
| 26 de julio de 2008 | Chorrillo FC         | 1–0 | CD Plaza Amador | Balboa, |  |
|                     | Alfredo Phillips 47' |     |                 |         |  |

| 19 de septiembre de 2008 | CD Plaza Amador | 0–1 | Chorrillo FC         | Bernardo Gil, |  |
|                          |                 |     | Julio Medina III 72' |               |  |

Clásico Interiorano - Atlético Chiriquí vs Atlético Veragüense
| 17 de septiembre de 2008 | Atlético Chiriquí                        | 2–1 | Atlético Veragüense | Glorias Barüenses, |  |
|                          | Clive Trottman 28' · Auriel Gallardo 47' |     | Óscar Vargas 4'     |                    |  |

| 1 de noviembre de 2008 | Atlético Veragüense                                      | 3–0 | Atlético Chiriquí | Carlos Jiménez, |  |
|                        | John Mosquera 11' · Jair Medina 27' · César Blackman 52' |     |                   |                 |  |